# Якобсен, Томми
Томми Якобсен (норв. Tommy Jakobsen; род. 10 декабря 1970, Осло, Норвегия) — норвежский хоккеист, игрок сборной Норвегии по хоккею с шайбой.

## Биография
Томми Якобсен — воспитанник хоккейного клуба «Фурусет» из Осло. Провёл в команде 5 сезонов в высшей лиге, в 1990 году стал чемпионом Норвегии. В 1992 году был вызван в национальную сборную Норвегии на чемпионат мира. Летом 1992 года перешёл в хоккейный клуб «Лиллехаммер». За команду провёл 2 сезона, в 1994 году завоевал второе золото чемпионата страны в своей карьере. выступал на домашней Олимпиаде в Лилехаммере за норвежскую команду. Сезон 1994/95 провёл в столичном клубе «Спектрум Флайерз».
В сезоне 1995/96 выступал в высшей лиге Швеции за команду «Юргорден». С 1996 по 2002 год выступал за немецкую команду «Аугсбургер Пантер», с 2002 по 2006 — за «Дюссельдорф». С 2006 по 2009 год Якобсен выступал за австрийскую команду «Грац Найнти Найнерс», в 2008 году также сыграл 3 матча в высшей лиге Швейцарии за «Берн». В 2009 году вернулся на родину, выступал за команду «Лёренскуг» вплоть до завершения карьеры игрока в 2013 году, причём последние два сезона был капитаном команды.
Играл за молодёжную команду Норвегии с 1989 по 1990 год. Выступал за сборную Норвегии на трёх Олимпийских играх — 1992, 1994 и 2010 годов. На Олимпиаде 2010 года был знаменосцем норвежской команды на церемонии открытия. Всего на Олимпийских играх сыграл 18 матчей, забросил 1 шайбу и отдал 2 голевые передачи. С 2006 по 2012 был капитаном сборной Норвегии по хоккею с шайбой. Принимал участие в 13 чемпионатах мира по хоккею с шайбой и в 5 розыгрышах первого дивизиона чемпионата мира. Рекордсмен сборной Норвегии по количеству матчей в официальных турнирах.